# Echinoclathria translata
Echinoclathria translata är en svampdjursart som först beskrevs av Gustavo Pulitzer-Finali 1978.  Echinoclathria translata ingår i släktet Echinoclathria och familjen Microcionidae. Inga underarter finns listade i Catalogue of Life.